# Fantasy dans la littérature
La fantasy littéraire (en français littérature fantaisie ou le merveilleux) est la fantasy sous sa forme écrite. Historiquement, le genre est né sous sa forme littéraire mais à partir des années 1950, une part grandissante du genre s'est exprimée sous forme de jeux vidéo, de musiques et de peintures.

## Histoire
Il est difficile de dater avec précision les débuts littéraires de la fantasy. En effet, des histoires impliquant magie et monstres terrifiants existaient déjà, sous forme orale, bien avant l'apparition des premières œuvres imprimées. Ainsi, l’Odyssée d'Homère est conforme à la définition du genre fantasy, avec son style épique, sa magie, ses dieux, ses héros et ses monstres. La fantasy en tant que style littéraire distinct a acquis une certaine visibilité, en Angleterre, à partir de l'époque victorienne, avec des auteurs tels que William Morris, Lord Dunsany et George MacDonald.
Certains commentateurs affirment que J. R. R. Tolkien, professeur anglais de philologie, fut à l'origine de la popularisation du genre fantasy auprès du grand public, notamment avec ses œuvres à succès Bilbo le Hobbit et Le Seigneur des anneaux. Tolkien a été lui-même inspiré par des mythes anglo-saxons, en particulier Beowulf, et c'est après lui que ce genre littéraire a reçu le nom de fantasy. C. S. Lewis, auteur du Monde de Narnia et ami proche de J. R. R. Tolkien, a aussi participé à la popularisation du genre. Robert E. Howard, auteur de Conan le Barbare et Bran Mak Morn est lui aussi considéré comme l'un des pères du genre.
Les auteurs prééminents dans le genre sont énumérés ci-dessous. Ils sont cités, avec leur œuvre la plus connue, dans l'ordre chronologique des publications.
- Robert E. Howard, Conan le Barbare (1932–1935)
- J. R. R. Tolkien, Le Seigneur des Anneaux (1954–1955)
- Lloyd Alexander, Les Chroniques de Prydain (1964)
- Michael Moorcock, le Cycle d'Elric (1965)
- Ursula K. Le Guin, Le Cycle de Terremer (1968)
- Fred Saberhagen, Berseker (1968)
- Terry Brooks, Shannara (1977)
- Piers Anthony, le Cycle de Xanth (1977)
- David Gemmell, Legend (1981)
- David Eddings, La Belgariade (1982)
- Raymond Elias Feist, Les Chroniques de Krondor (1982)
- Terry Pratchett, Les Annales du Disque-monde (1983–2015)
- Guy Gavriel Kay, La Tapisserie de Fionavar  (1984)
- Margaret Weis, Tracy Hickman et autres, Lancedragon (1984)
- Tad Williams, L'Arcane des épées (1988)
- Robert Jordan, La Roue du temps (1990)
- Terry Goodkind, L'Épée de vérité (1994)
- Philip Pullman, À la croisée des mondes (1995)
- George R. R. Martin, Le Trône de fer (1996)
- J. K. Rowling, Harry Potter (1997)
- Robin Hobb, L'Assassin royal (1998)
- Christopher Paolini, Eragon (2003)
- Erin Hunter, La Guerre des Clans (2003)
- Tui T. Sutherland, Les Royaumes de feu (2012)

## Style
La fantasy se distingue des autres formes littéraires par son style.
Ursula K. Le Guin, dans son ouvrage de référence From Elfland to Poughkeepsie, critique l'emploi du style familier et moderne dans le cadre de la high fantasy. Pour elle, le style moderne plonge le lecteur dans un univers moderne sous-jacent. Elle lui préfère le style ancien, qui immerge le lecteur dans un monde fantastique, en particulier quand il est employé par des auteurs de référence comme Lord Dunsany et E. R. Eddison. Elle pointe aussi le fait que le style moderne peut se révéler un piège pour les auteurs de fantasy, discréditant l'œuvre lorsque celui-ci est utilisé à mauvais escient. Michael Moorcock a aussi observé que de nombreux écrivains ont pu faire usage du style ancien pour donner sonorité, couleur et vie à une histoire sans relief.
Le genre fantasy requiert, comme chaque genre littéraire, un style propre même s'il peut varier. Même dans un conte merveilleux, le langage du méchant de l'histoire serait inapproprié s'il était vulgaire.